# Dom van Riga
De Dom van Riga (Lets: Rīgas Doms) is een markante gotische kathedraal in de Letse hoofdstad Riga en de grootste middeleeuwse kerk van de Baltische staten. Ook is het een van de oudste religieuze gebouwen in Letland. De kathedraal is de hoofdkerk van het lutherse aartsbisdom Riga. Jānis Vanags is sinds 1993 de huidige aartsbisschop. De kerk is een belangrijk herkenningspunt in Riga en behoort tot de meest gefotografeerde gebouwen van de stad. Behalve lutherse vinden er ook oecumenische diensten plaats en worden er muziekuitvoeringen georganiseerd. De kerk herbergt een veelheid aan historische, culturele en artistieke schatten en bezienswaardigheden.

## Geschiedenis en architectuur
De eerste steen werd gelegd door de Duitse bisschop Albert op 25 juli 1211. Bekend is dat bisschop Willem in 1266 een synode in de kerk hield. Deze was toen dus deels in gebruik, door een muur gescheiden van het nog in aanbouw zijnde deel. Eenvoudige, wat plompe vormen van de romaanse stijl kenmerkten de eerste bouwperiode. Voor de buitenste hoeken werden steenblokken gebruikt, voor het overige baksteen. Eind 14e/begin 15e eeuw werden het westelijk zijschip en kapellen tegen de zijkant gebouwd. De toren werd hoger gemaakt en voorzien van een achthoekige spits, die de totale hoogte tot 140 meter maakte. Deze toren is te zien op de oudste nog bekende afbeelding van de kathedraal, een stadsgezicht van de Duitse kosmograaf Sebastian Münster uit 1559. Volgens V. Neimaris, bouwmeester-opzichter van de restauratie die in de 19e eeuw plaatsvond, was het in die tijd de hoogste toren van Riga.
Een grote brand in de binnenstad op zondag vóór Pinksteren 1547 verwoestte ook de gotische torenspits. Een nieuwe toren met een piramidevormige spits en twee galerijen kwamen in 1595 gereed. De haan van deze toren is thans te zien in de overdekte kloostergalerij. Tijdens het beleg van de stad in 1710 werd het dak zwaar beschadigd. Bij de daaropvolgende herstelwerkzaamheden werden opnieuw wijzigingen aangebracht, onder andere in de hellingshoek van de daken. In 1775 besloot het stadsbestuur na kritiek van bouwmeesters om een deel van de torenspits af te laten breken en werd de huidige barokke spits gebouwd. Bij de grote restauratie van de jaren 1881 - 1914 kregen kerk en klooster hun huidige vorm. Daarom ook kan men er een mix van romaanse, gotische, barokke en art nouveau bouwstijlen aantreffen.
In de Sovjetperiode van de 20e eeuw vond in de jaren 1959-1962 een verbouwing plaats en werd de kerk omgevormd tot concertzaal. Daarbij werd ook het altaar verwijderd. De Russisch-orthodoxe Geboortekathedraal in Riga werd in diezelfde tijd veranderd in een planetarium.
In de jaren 1981-1984 werd het interieur hersteld naar dat van vóór 1959 en kreeg het gebouw zijn religieuze functie terug. Daarbij werden aan de toren nieuwe koperen platen aangebracht en een nieuwe haan.

## Orgel
Het orgel werd gebouwd door de Duitse orgelbouwers E.F. Walcker & Co. in 1883/1884. De circa 6.700 pijpen zijn gemaakt van diverse houtsoorten en metaallegeringen. De langsten zijn rond de 10 meter, de kortsten 1,3 cm. In de jaren 1981-1984 voerde orgelbouwer Flentrop uit Zaandam een noodzakelijke renovatie uit. Franz Liszt, een van de bekendste musici uit de 19e eeuw, componeerde een kerklied voor dit orgel: "Nun danket alle Gott".

## Gebrandschilderde ramen
Bij de restauratie van 1881 en volgende jaren werden gebrandschilderde ramen ingebracht. Er is sprake van kleurrijk vakwerk. Diverse ramen in de noordzijde geven belangrijke gebeurtenissen uit de geschiedenis van kerk en stad weer. Bijvoorbeeld het leggen van de eerste steen en de Proclamatie van Geloofsvrijheid in 1525. De ramen aan de zuidkant, met afbeeldingen uit het leven van Jezus, zijn in de Tweede Wereldoorlog verloren gegaan.

## Afbeeldingen

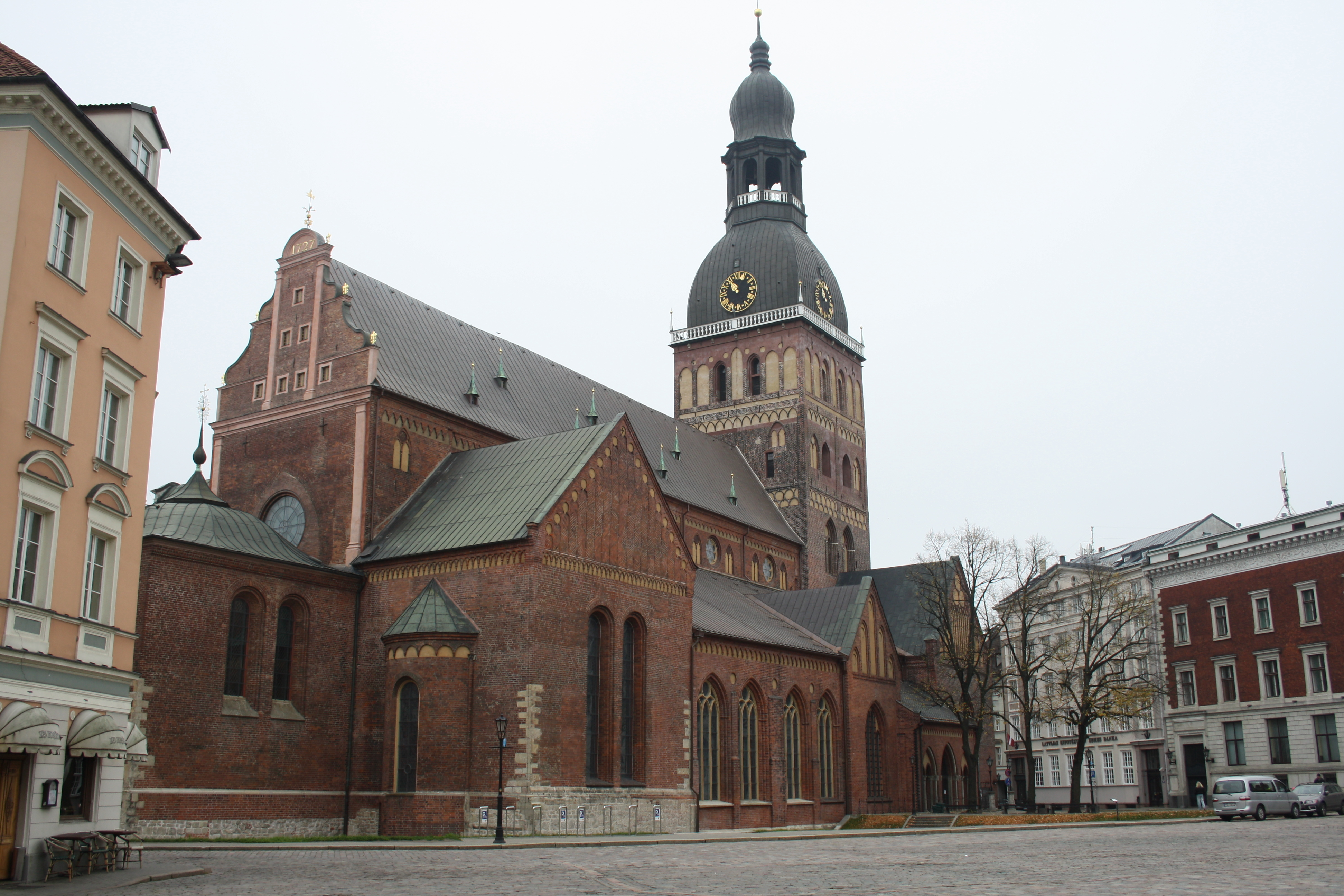
Zicht op Dom vanaf plein
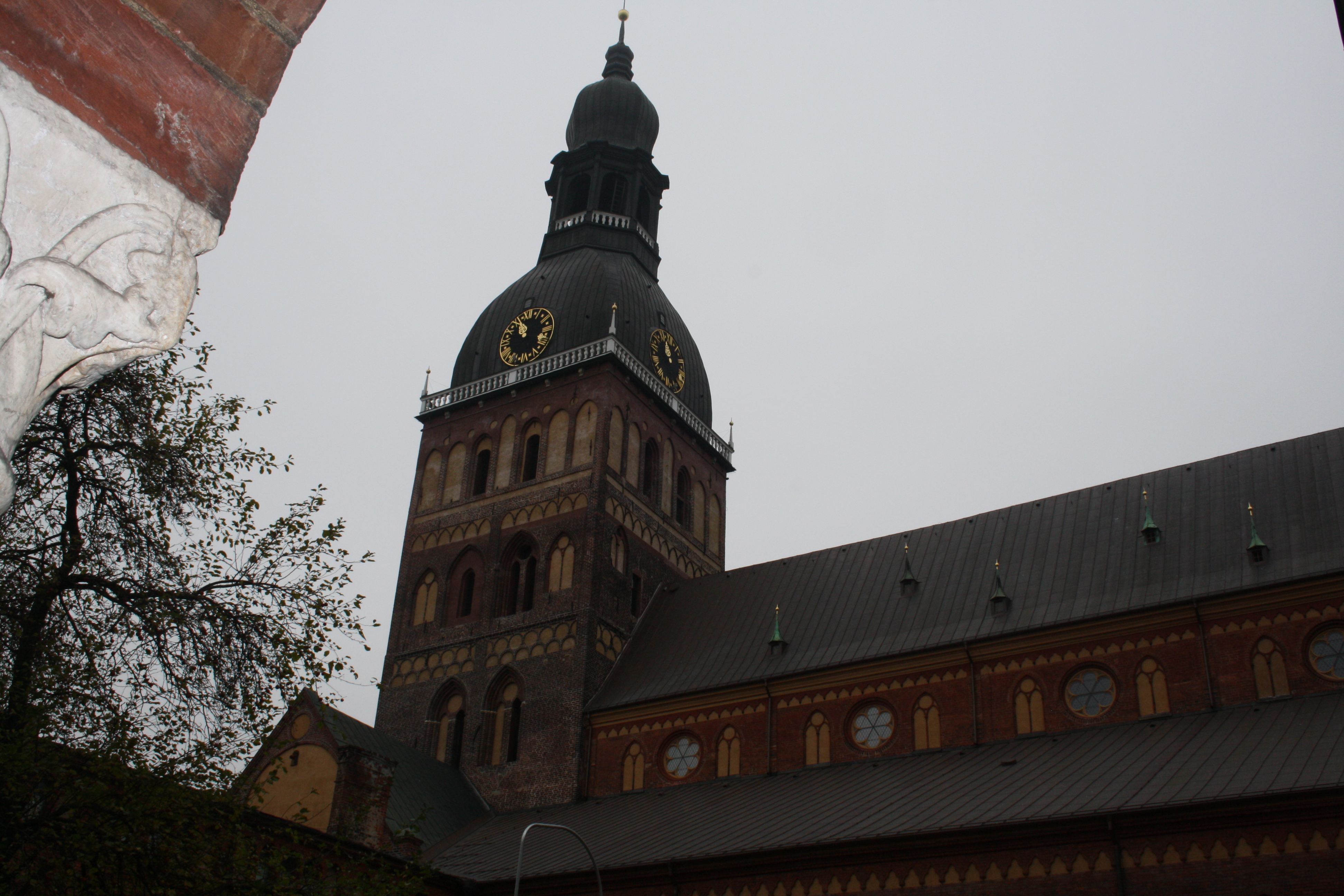
Zicht vanaf binnenplaats
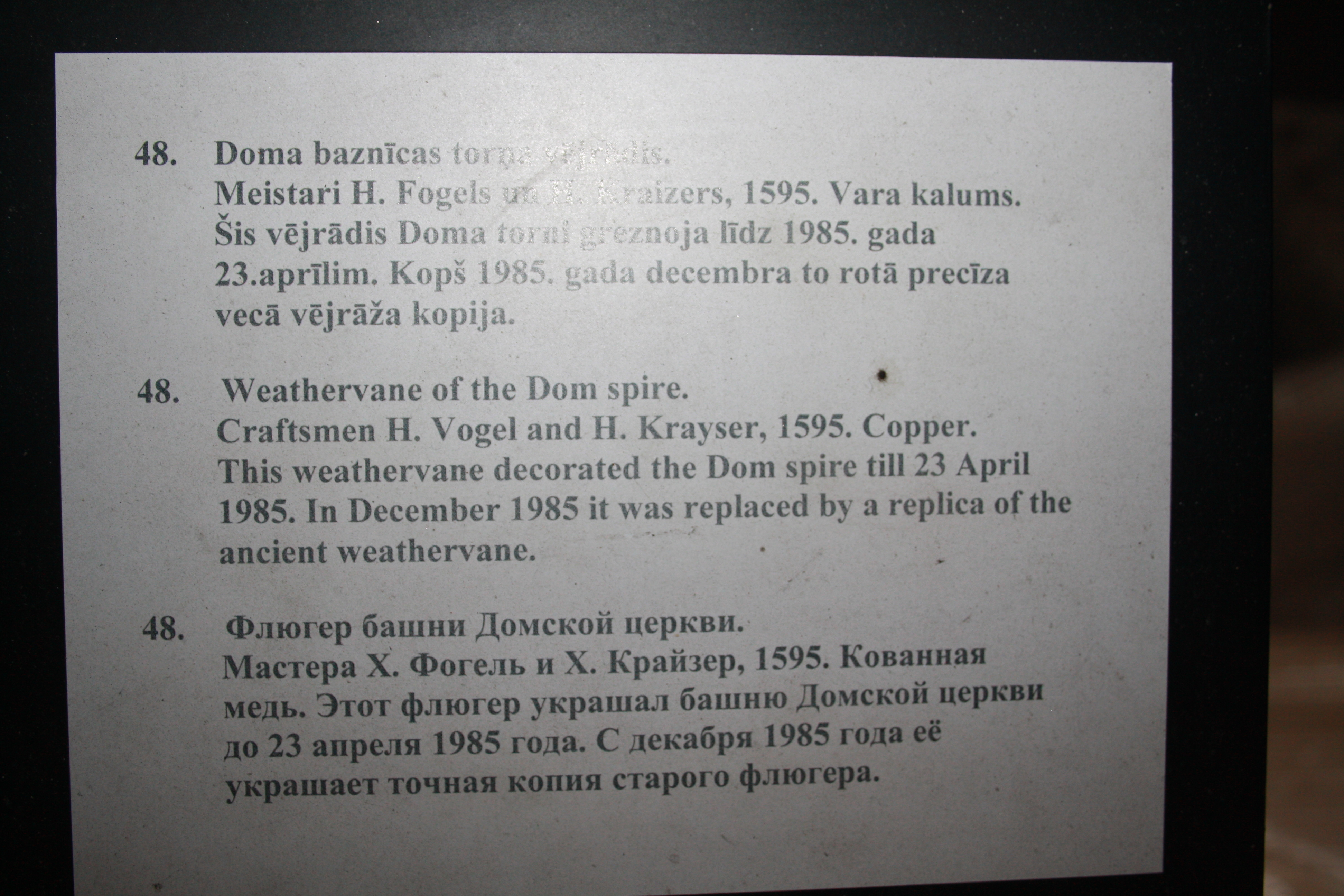
Informatiebordje weerhaan
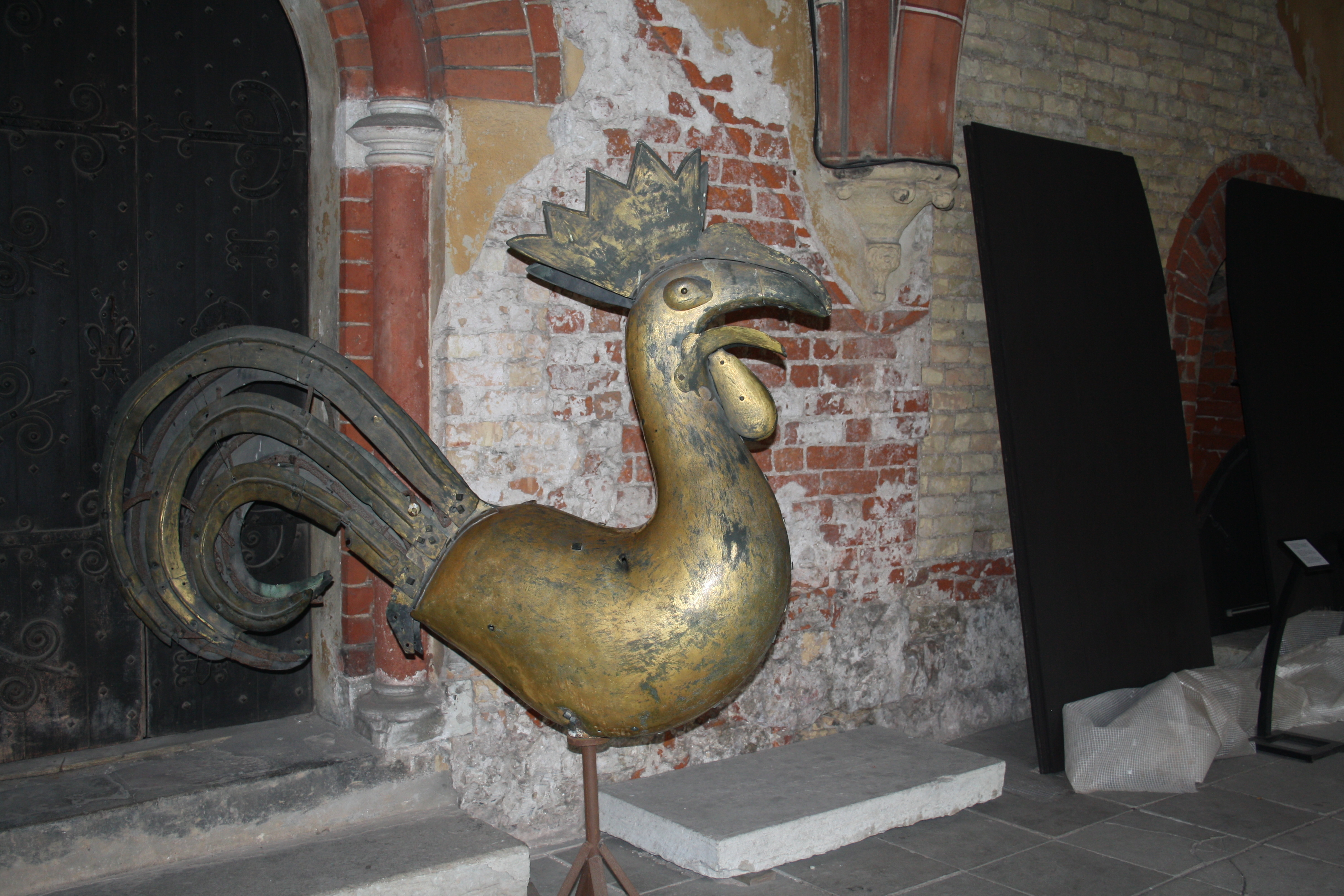
Weerhaan uit 1595 in kloostergalerij
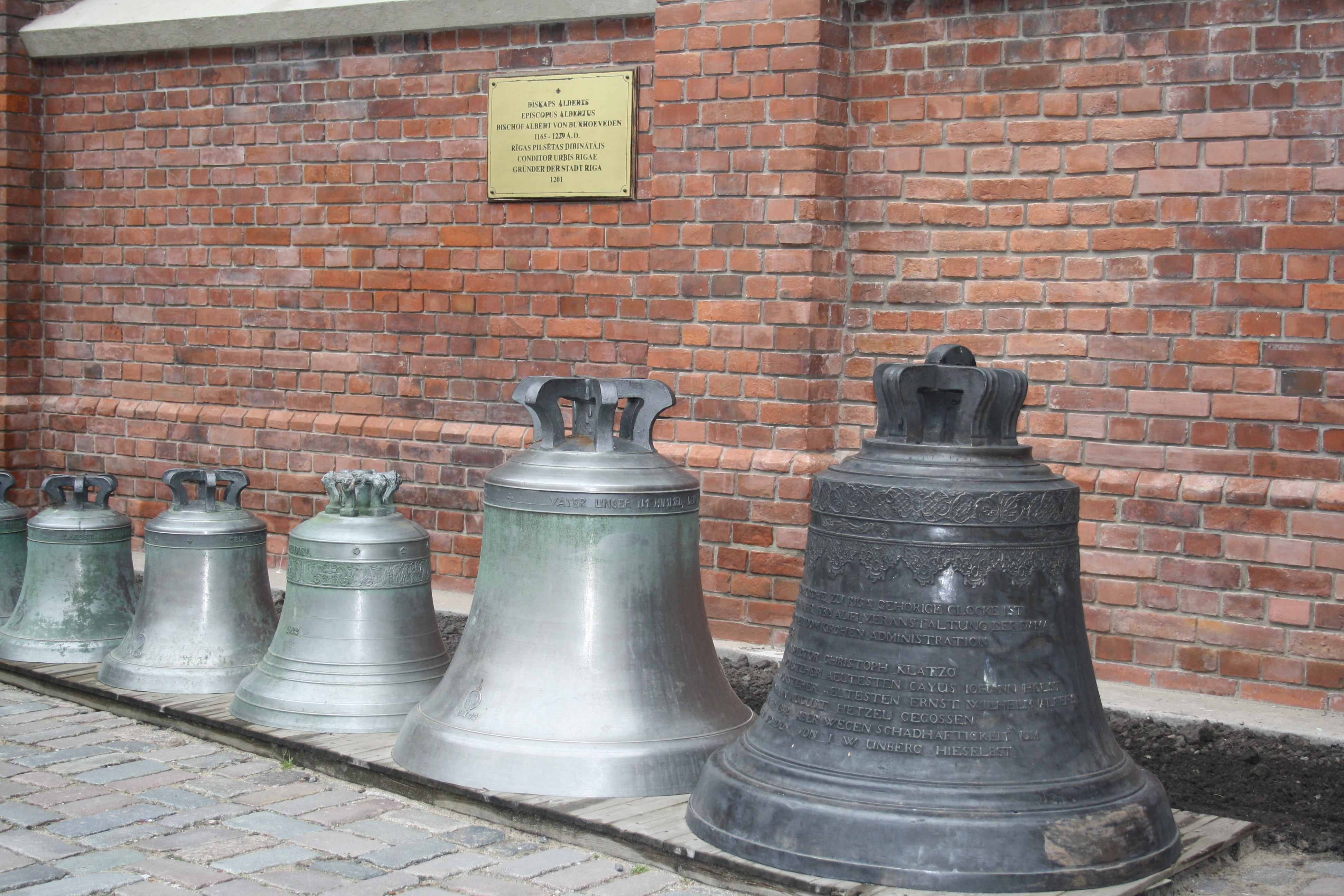
Klokken op binnenplaats
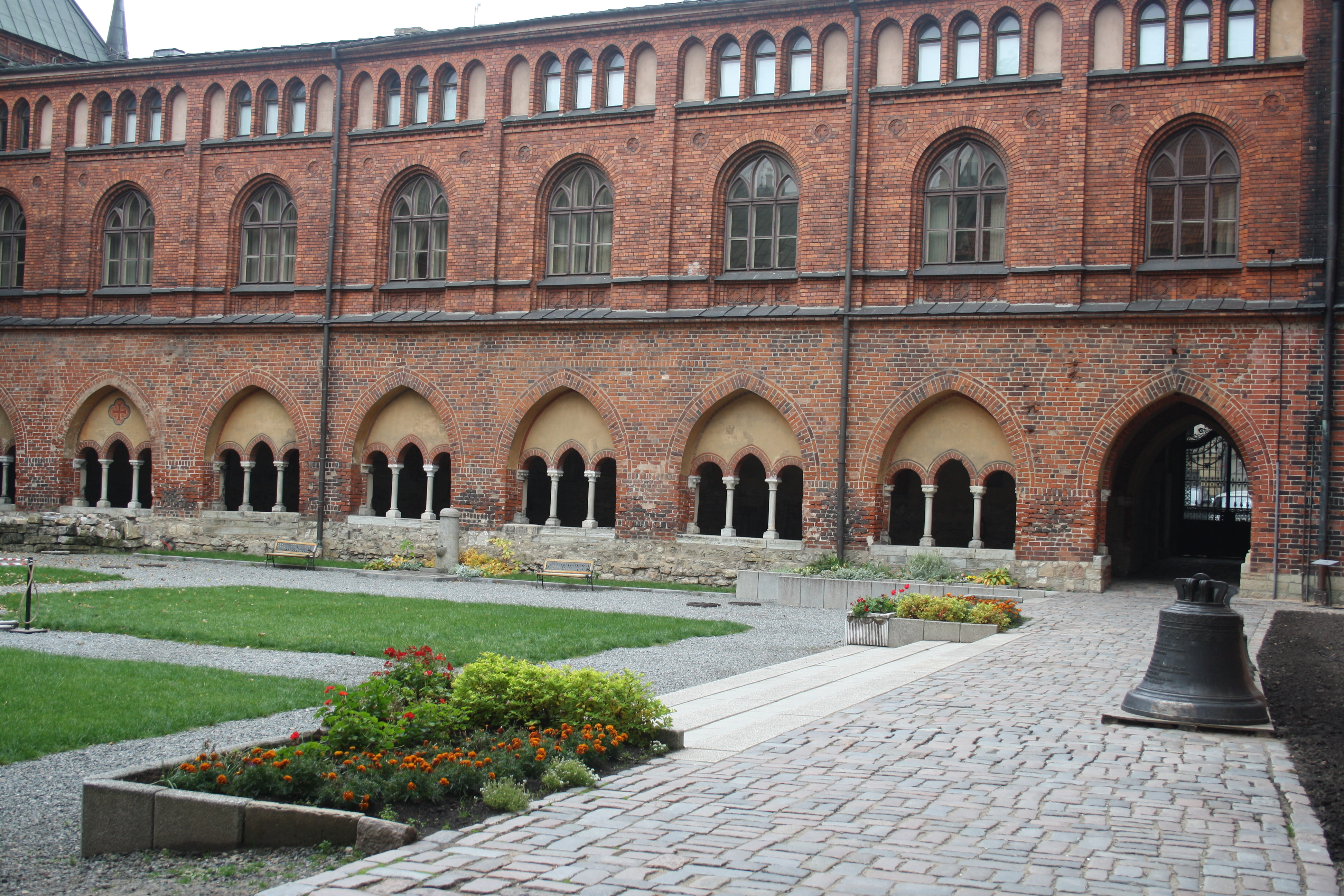
Binnenplaats, kloostertuin
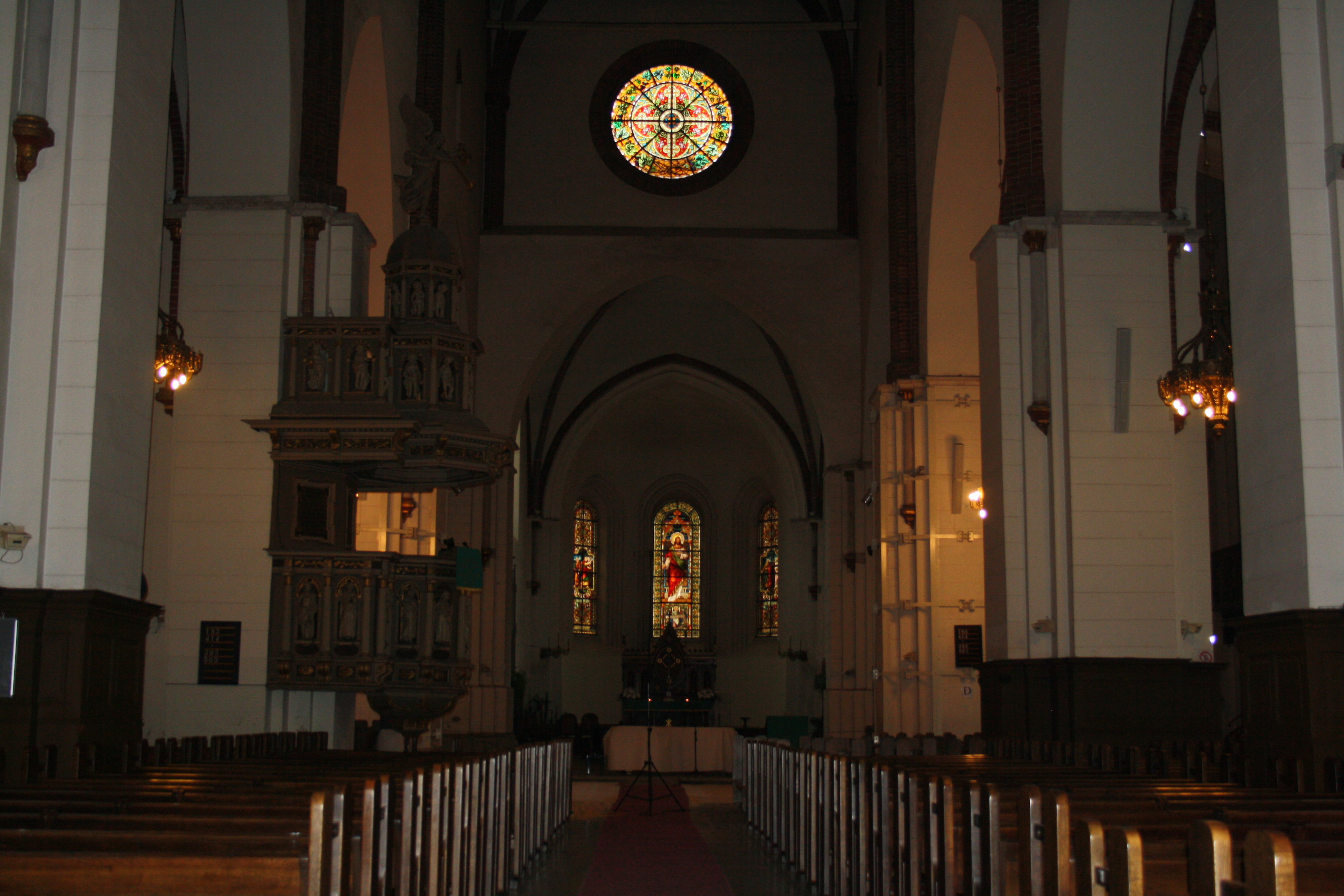
Interieur, middenschip
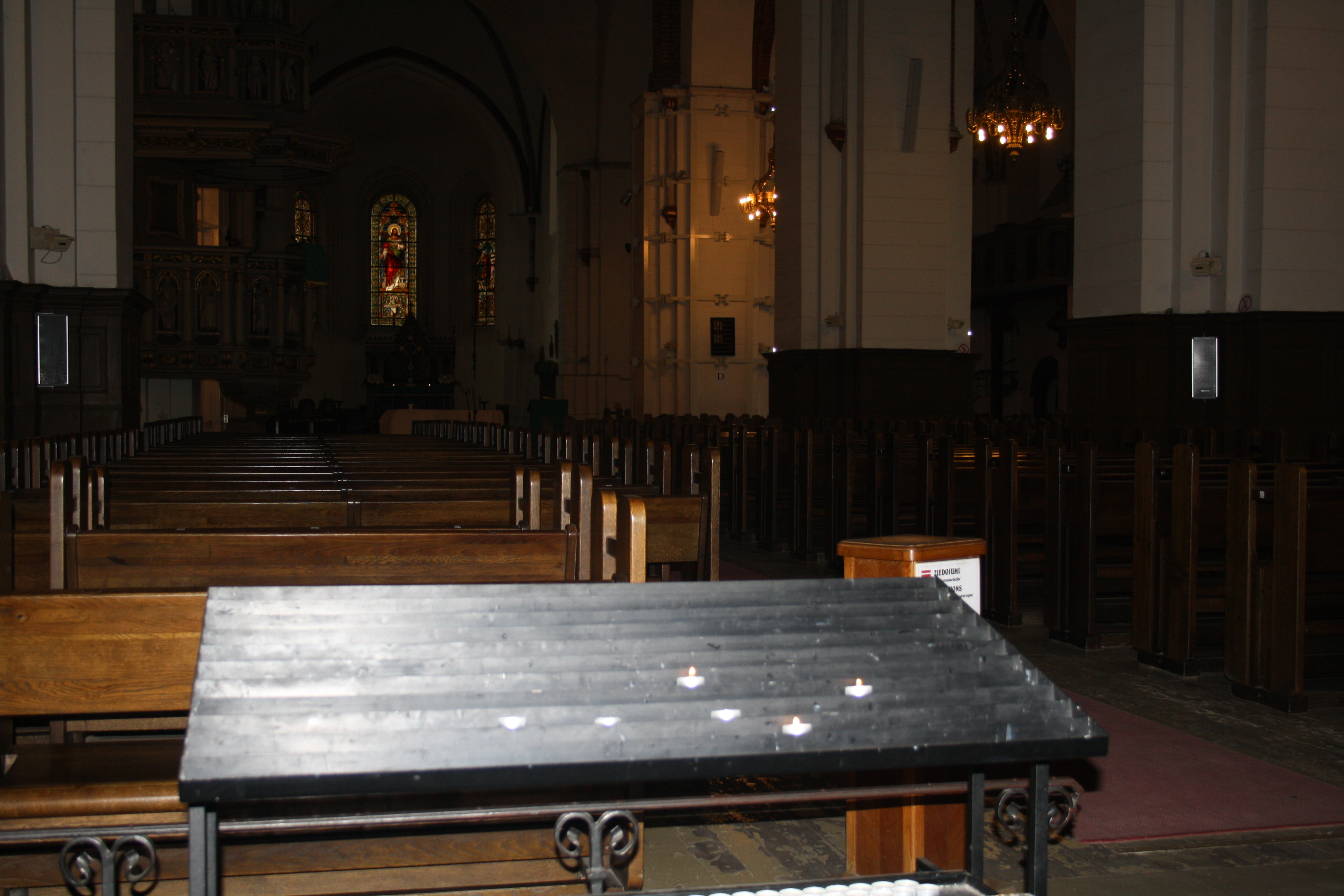
Een kaarsje branden
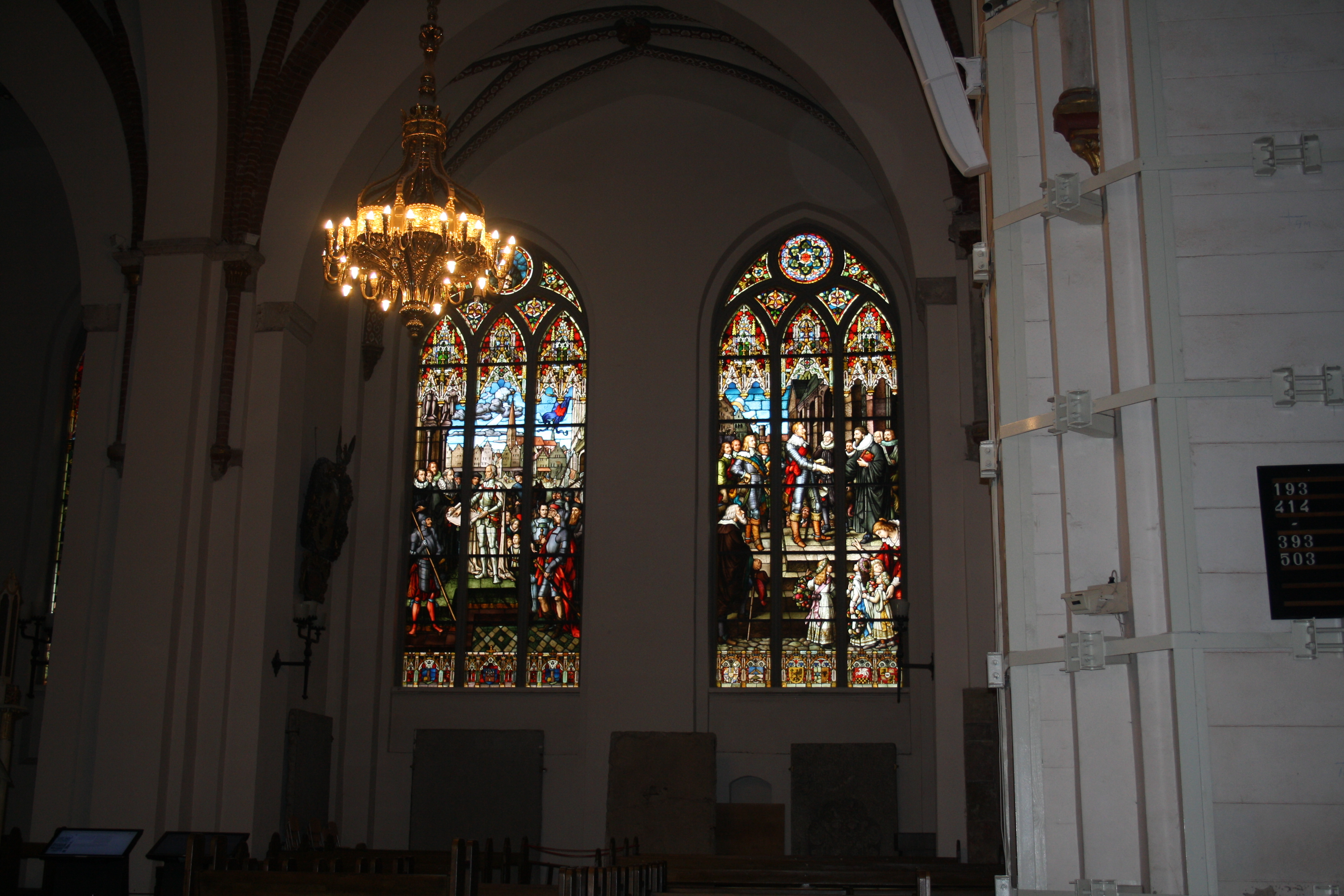
Glas in loodramen